# Jizhar Aszdot

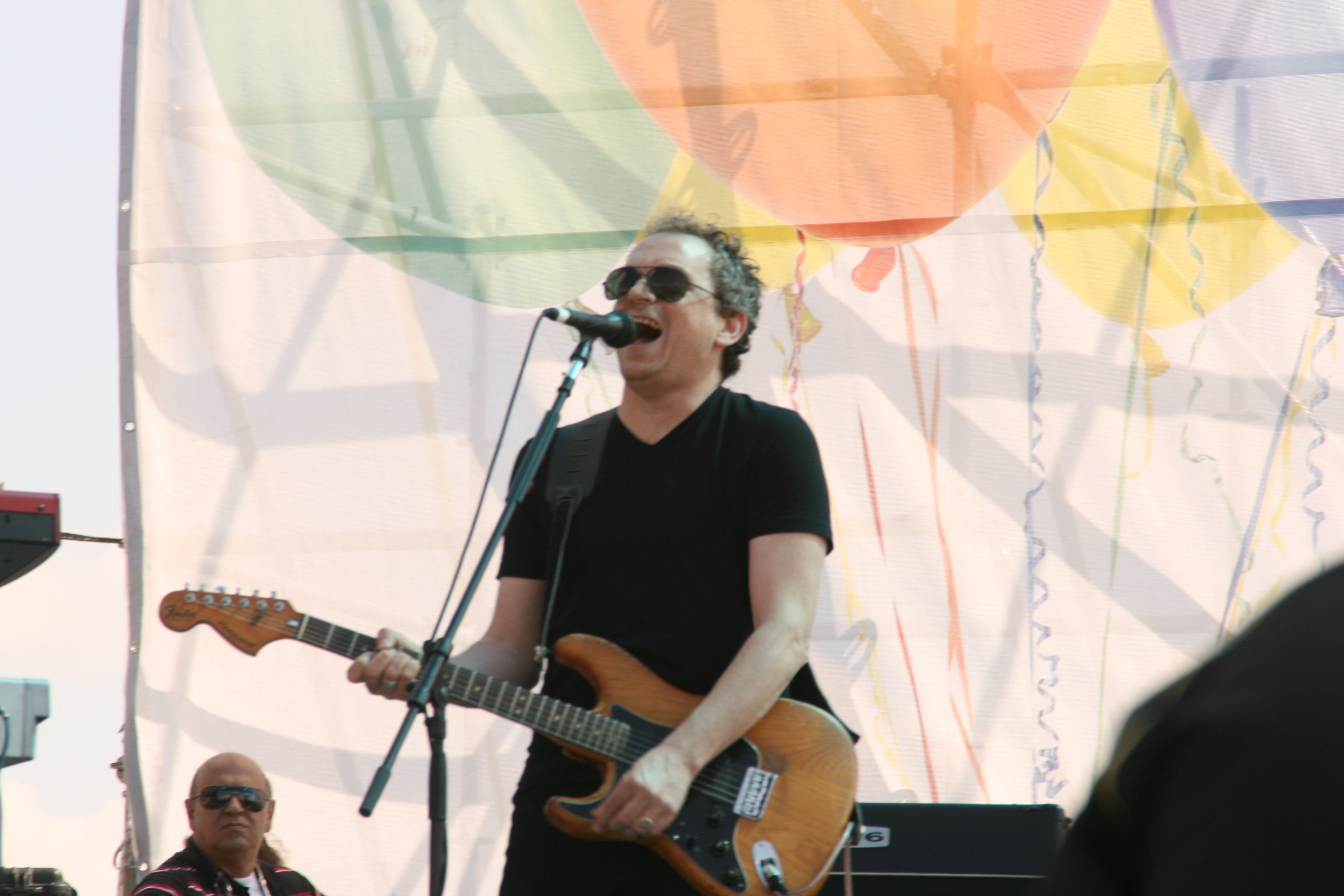
Jizhar Aszdot

Jizhar Aszdot (hebr. יזהר אשדות; ur. 23 listopada 1958 w Jerozolimie) – izraelski piosenkarz, kompozytor i producent muzyczny.

## Życiorys
Urodził się i dorastał w Jerozolimie. W wieku 11 lat rozpoczął naukę gry na gitarze. Jest leworęczny, jednak nie odwraca kolejności strun gitary, co zwykle dla ułatwienia czynią leworęczni gitarzyści. Jako że grał „odwrotnie”, na początku miał trudności ze znalezieniem nauczyciela gry.
W wieku 13 lat założył swój pierwszy zespół, Ha-klawim Ha-adumim („Czerwone Psy”).
W 1977 Ashdot rozpoczął obowiązkową w Izraelu służbę wojskową. W armii poznał muzyków, z którymi w latach 1980-1983 działał w zespole T-Slam. Po rozpadzie grupy artysta poświęcił się produkcji i realizacji muzycznej, współpracując m.in. z gwiazdą muzyki izraelskiej, Szelomo Arcim.
W latach 90. Ashdot rozpoczął muzyczną karierę solową, wydając kilka albumów, z których pierwszy, zatytułowany Jizhar Aszdot, zyskał w Izraelu status złotej płyty.
Ashdot jest lewicowym działaczem, popierającym partię Merec-Jachad. Życiową partnerką artysty jest aktorka i pisarka, Alona Kimchi, z którą ma jednego syna.

## Dyskografia

### Albumy studyjne
- Jizhar Aszdot (1992)
- Jizhar Aszdot 2 (1994)
- Zman kesem (זמן קסם – „Czas magii”; 1999)
- Be-merchak negi'a mi-kan / A Touch Away (2005)

### Albumy koncertowe
- Hofa'a chaja be-Hard Rock Café (הופעה חיה בהארד רוק קפה – „Live w Hard Rock Café”; 1995)
- Rikud katan (ריקוד קטן – „Mały taniec”; 2008)

### Składanki
- Lech im ha-lew (לך עם הלב – „Idź z sercem”; 2001)
- Ha-lejlot szelanu (הלילות שלנו – „Nasze noce”; 2007)